# Casa con panorama
Casa con panorama è una commedia che l'autore Vittorio Paliotti nel 1965 ricavò dal romanzo omonimo da lui stesso scritto e pubblicato da Rizzoli.
- Regista: Giuseppe Di Martino;
- Scenografo Armando De Stefano uno tra i maggiori pittori italiani.
- Musiche di scena: Roberto De Simone.

Sul palcoscenico 40 attori, fra i migliori di Napoli (esclusi solo i tre De Filippo) compreso Vittorio Mezzogiorno.
Il regista Pasquale Festa Campanile si innamorò della commedia e si assicurò, dall'editore, i diritti per farne un film con Laura Antonelli, ma anche Sophia Loren si disse interessata.

## Trama
Gli assegnatari di una casa (con panorama) costruita in cooperativa a Napoli da dipendenti statalii per iniziativa di un pensionato, sobillati da un socio-condomino decidono di assumere come portieri una coppia sterile, e ciò allo scopo di risparmiare gli assegni familiari. È lo stesso capo dell'opposizione a scovare la coppia "giusta". Lo sposo, poco dopo il matrimonio è stato colpito dal calcio di un cavallo ai genitali. Tutti contenti, tranne il presidente che però si affeziona al portiere menomato. Questi, una notte, si sente protagonista di un miracolo:
i sensi si sono risvegliati e la moglie è incinta, Scandalo fra i condomini, i quali però si erano fatta rilasciare una lettera di dimissioni dalla portiera (titolare del contratto).
Comunque in un'assemblea, i condomini propongono alla portiera di abortire. Lei rifiuta, meglio la disoccupazione che rinunciare a un figlio insperato.
È accaduto intanto che è deceduta una condomina nubile. Si apre il testamento: ha lasciato in eredità la casa alla portiera. "Sono stato io a suggerirglielo" confessa il fondatore della cooperativa, Il finale, però, rimane intriso di tristezza.
La commedia, rappresentata in diverse città, ebbe un'eco enorme. Il libro divenne un best seller.